# Poa chumbiensis
Poa chumbiensis är en gräsart som beskrevs av Henry John Noltie. Poa chumbiensis ingår i släktet gröen, och familjen gräs. Inga underarter finns listade i Catalogue of Life.